# Rabia Sorda
Rabia Sorda es el proyecto paralelo de Erk Aicrag, cantante principal de la banda mexicana de aggrotech Hocico. 
Este proyecto musical empezó a gestarse en el año 2003 en Alemania, después de que Erk Aicrag, quisiera expresar en solitario su visión personal de la música.

## Historia
En agosto de 2006 salió su primer sencillo "Save me from my curse" y en noviembre de ese mismo año salió a la luz su primer trabajo "Métodos del caos".
En 29 de mayo de 2009 salió en EP de "Noise Diary": "Radio Paranoia" y en ese mismo año ve la luz el álbum antes mencionado.
El 3 de marzo de 2012 salió un compilado de 2 CD llamado "The Art of Killing Silence", cada disco es un álbum más 2 canciones del EP respectivo al álbum.
El 30 de noviembre de 2012, Rabia Sorda regresa con un estilo más moderno y con un sencillo titulado "Eye M The Blacksheep" que es parte del nuevo y próximo álbum "Anatomía Frenética".

## Discografía

### Álbumes
- Métodos del Caos (2006)
- Noise Diary (2009)
- The Art of Killing Silence (2012)
- Hotel Suicide (2013)
- The World Ends Today (2018)

### EPs
- Save Me from My Curse (2006)
- Radio Paranoia (2009)
- Animales Salvajes (2014)
- King of the Wasteland (2016)

### Sencillos
- Eye M the Blacksheep (2012)
- Destruye (2020)

### Remixes

#### Hocico
- Vile Whispers
- The Shape Of Things To Come

#### Otros
- Lucifer - Blutengel
- Fight The System - Terminal Choice
- Sickness Taking Over - PANKOW